# Nowy Kozirynek
Nowy Kozirynek (dawn. Kozirynek Nowy) – część miasta Radzynia Podlaskiego w Polsce, w województwie lubelskim, w powiecie radzyńskim. Rozpościera się w wzdłuż ulicy Podlaskiej, we wschodniej części miasta, w kierunku na Ustrzesz.

## Historia
Dawna wieś Kozirynek Nowy należała w latach 1867–1934 do gminy Biała w powiecie radzyńskim. W Królestwie Polskim przynależała do guberni siedleckiej, a w okresie międzywojennym do woj. lubelskiego. Tam, 20 października 1933 utworzyła gromadę Kozirynek Nowy w granicach gminy Biała, składającą się z wsi Kozirynek Nowy i budki drogomistrza przy szosie wisznickiej.
18 kwietnia 1934 Kozirynek Nowy włączono do Radzynia, a pozostały obszar gromady przekształcono w gromadę Marynin 15 lutego 1935.